# Melisende Psalter
Het Melisende Psalter is een verlucht psalter gemaakt in de twaalfde eeuw in het koninkrijk Jeruzalem. Het is een belangrijk voorbeeld van de kunst van de kruisvaarders dat tot stand kwam door een samensmelting van de westerse romaanse, de oosterse Byzantijnse stijl en de stijl van de Armeense boekschilderkunst. Het handschrift wordt nu bewaard in de British Library als Egerton MS 1139. De originele ivoren boekdeksels werden van het manuscript verwijderd en worden vandaag apart bewaard, eveneens in de British Library.

## Beschrijving

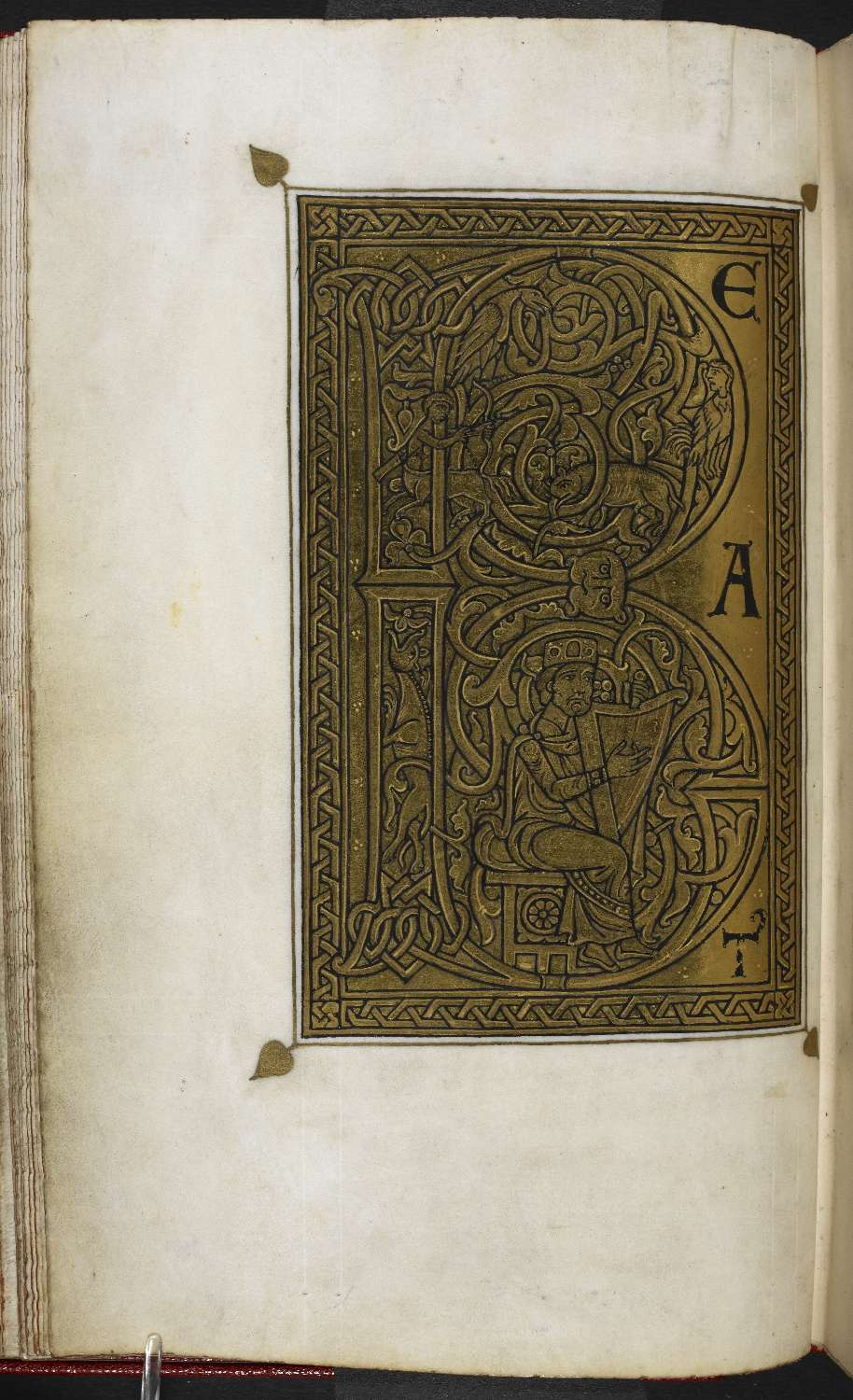
Melisende-Psalter f923, Initiaal van psalm 1, Beatus vir

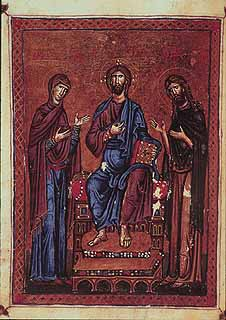
Melisende-Psalter f12v, beeldencyclus: Deësis

Het handschrift is samengesteld uit 218 perkamenten folia van 215 bij 145 mm, het tekstblok meet 135 bij 75 mm. De tekst werd geschreven in een protogotisch schrift in een kolom met 24 lijnen per blad. Het zou gemaakt zijn in het scriptorium van de Heilig Grafkerk in Jeruzalem en zou het werk zijn van verschillende artiesten en ambachtslui. Op basis van de stijl denkt men dat de kopiist van Noord-Frankrijk kwam of alleszins in die stijl was opgeleid.

## Herkomst

### Opdrachtgever
Men neemt aan dat het psalter gemaakt werd in opdracht van koningin Melisende van Jeruzalem. Er is geen rechtstreeks bewijs hiervoor maar er zijn verschillende elementen die voor deze hypothese pleiten. Het manuscript is zeer luxueus uitgevoerd wat op een hooggeplaatste opdrachtgever wijst, bovendien moet de bestemmeling een vrouw geweest zijn op basis van de verbuigingen in de Latijnse teksten. Dat maakt dat de enige andere kandidate Yvetta, de zus van Melisende, zou zijn. Die was abdis van het Klooster van St. Lazarus in Bethanië, maar gezien Lazarus niet in de kalender genoemd werd is het onwaarschijnlijk dat zij opdracht gaf voor het psalter. Het is wel mogelijk dat Melisende het psalter liet maken voor haar zuster Yvetta.
Andere onderzoekers zijn van mening dat het psalter gemaakt werd in opdracht van koning Fulco, de echtgenoot van Melisende, als verzoeningsgeschenk in de hoogoplopende politieke twisten met zijn vrouw over het koningschap tussen 1131 en 1135.

### Datering
Het psalter is niet gedateerd maar de meeste historici zijn het erover eens dat het gemaakt werd tussen 1131 en 1143. De einddatum is gebaseerd op het feit dat noch de dood van haar echtgenoot koning Fulco in 1143, noch de wijding van de Heilig Grafkerk in 1149 in de kalender worden vermeld. Haar vader Boudewijn II van Jeruzalem overleden in 1131 en haar moeder Morphia van Melitene gestorven in 1126, worden wel in het kalender vermeld.

### Geschiedenis
Na koningin Melisende kwam het handschrift in de late 12e of de vroege 13e eeuw misschien in de handen van Frère Ponz Daubon, die een inscriptie naliet op folium v. verso. Daarna kan het teruggevonden worden in het klooster van de Grande Chartreuse bij Grenoble. Toen dat werd opgeheven in 1793 kwam het manuscript in de handen van Ambroise Commarmond (1786-1857). Het psalter zou dan gekocht zijn door Guiglielmo Libri Carucci, een Italiaanse bibliofiel die vooral bekend is vanwege zijn diefstal op grote schaal van zeldzame handschriften uit de Franse musea en bibliotheken in zijn functie van secretaris bij de commissie van de ‘Catalogue général des manuscrits’. Hij verkocht het manuscript aan de Londese boekhandelaars Payne and Foss voor £ 180. Die verkochten het op hun beurt aan het British Museum op 12 november 1845 voor £ 350.

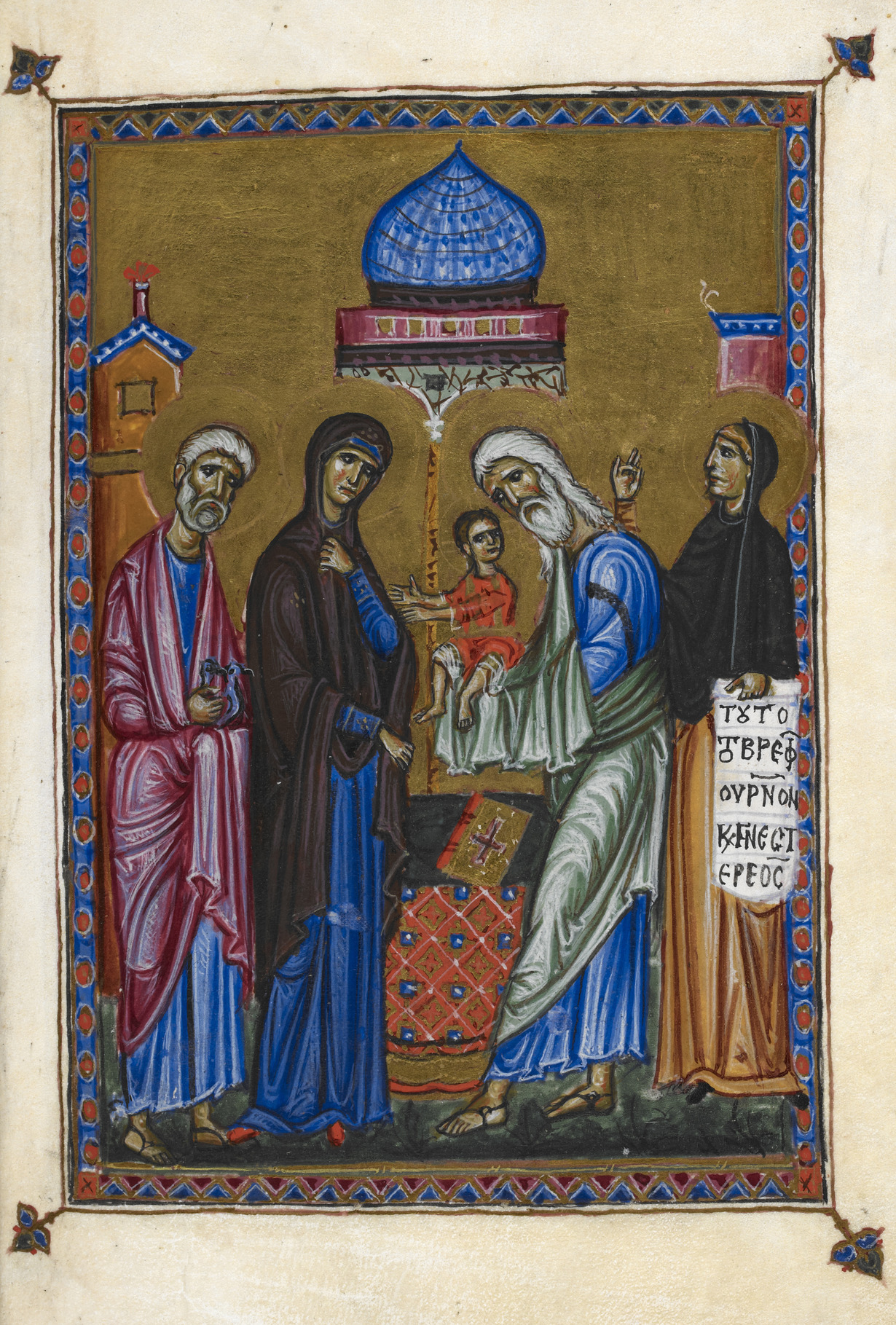
Melisende-Psalter f3r, beeldencyclus: presentatie van Jezus in de tempel

## Inhoud
Het psalter bestaat uit:
- ff. 1r-12v: een cyclus van vierentwintig volbladminiaturen, voor het eigenlijke psalter, met illustraties van het Nieuwe Testament over het leven van Maria en Christus.
- ff. 13r-19r: De kalender
- ff. 19v-21r: Instructies voor de berekening van de paasdatum.
- ff. 21v-22r: Gebeden tot het heilig Kruis.
- f. 22v: Gebeden voor de psalmen: 'Suscipere digneris', 'Ad esto dominus unus omnipotens';
- ff. 23v-177v: Psalmen
- ff. 177v-189v: De kantieken
  - Kantiek van Jesaja, Jesaja 12:1-6 Confitebor tibi domine qui iratus es …
  - Kantiek van Hizkia (Ezechias), Jesaja 38:10-12: Ego dixi in dimidio …
  - Kantiek van Hanna, 1 Samuel 2:1-10: Exultavit cor meum in domino et exaltatum.
  - Kantiek van Mozes, Exodus 15:1-13,17-20: Cantemus domino gloriose.
  - Kantiek van Habakuk, Habakuk 3:2-19 Domine audivi.
  - Kantiek van Mozes, Deuteronomium 32:1-44: Audite celi quae loquor…
  - Te Deum laudamus
  - Kantiek van de drie Hebreeuwen in de oven, Daniel 3:57-88: Benedicite omnia opera.
  - Kantiek van Zacharias, Lucas 1:68-79: .
  - Lofzang van Zacharias, Benedictus dominus deus Israel.
  - Kantiek van de maagd Maria, Lucas 1:46-55: Magnificat.
  - Kantiek van Simeon, Lucas 2:29-32: Nunc dimittis.
  - Gloria in excelsis Deo, Lucas 2:14.

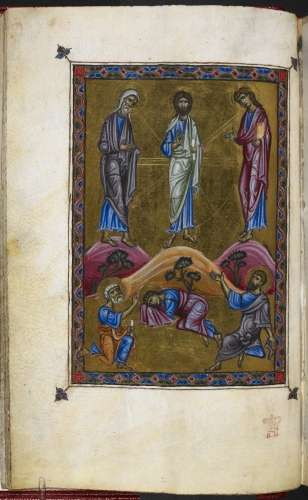
Melisende-Psalter f4v, beeldencyclus: de transfiguratie

- f. 189v: Onzevader: Mattheus 6:9-15 en Lucas 11:2-4: Pater noster.
- ff. 189v-190r: Apostolische geloofsbelijdenis: Credo in deum patrem omnipotentem.
- ff. 190r-192r: Geloofsbelijdenis van Athanasius: Quicumque vult.
- f. 192r: Een gebed na de psalmen: 'Liberator animarum'.
- ff. 192v-197r: Litanie van alle heiligen.
- ff. 197v-211v: Gebeden
- ff. 212r-218r: Dodenofficie.

## Verluchting

### Beeldencyclus
De miniaturist die deze cyclus schilderde, maakte zich bekend op de laatste miniatuur van de cyclus, de Deësis, in een Latijnse tekst: “Basilius me fecit”. Hij was waarschijnlijk van westerse of kruisvaarderafkomst, maar kreeg ongetwijfeld zijn opleiding in een Byzantijnse omgeving en had toegang tot modellen uit de elfde eeuw, afkomstig van Constantinopel. Zowel zijn keuze van onderwerpen, op basis van de Byzantijnse Dodekaorton, als zijn composities zijn Byzantijns, maar de miniaturen bevatten ook talrijke elementen uit de kruisvaarderkunst. De voorafgaande cyclus met illustraties van het Nieuwe Testament in een psalter was trouwens een westerse ontwikkeling uit de elfde eeuw. Het eerste voorbeeld daarvan is het Tiberius Psalter (1050-1070)
De miniaturen zijn geschilderd op een gouden achtergrond in tempera en ze zijn voorzien van Griekse commentaren.
De cyclus bevat de volgende miniaturen: de annunciatie, de visitatie, de geboorte van Jezus, de aanbidding der wijzen, de opdracht in de tempel, het doopsel van Christus, de verzoeking van Christus, de transfiguratie, de opwekking van Lazarus, de intrede in Jeruzalem, het Laatste Avondmaal, de voetwassing,  de wake van Christus in de Olijfhof, het verraad door Judas, de kruisiging, de kruisafneming, de graflegging, de nederdaling ter helle, de verrijzenis van Christus, de drie Maria's aan het graf, de ongelovige Thomas, de hemelvaart van Christus, de nederdaling van de Heilige Geest, de dormitie van de Heilige Maagd, de Deësis.

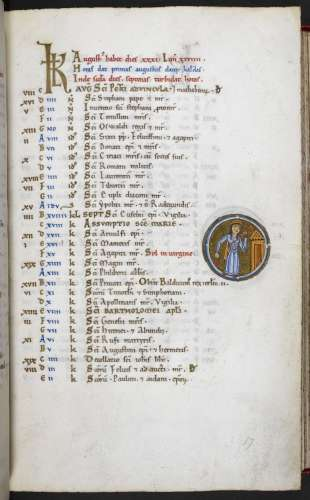
Melisende-Psalter f17r, kalenderpagina voor augustus

### Kalender
De kalender lijkt gebaseerd te zijn op een kalender van de Kathedraal van Winchester en vermeldt veel Engelse heiligen, meer dan heiligen die populair waren in Jeruzalem. Een uitzondering hierop is Martinus van Tours wiens naam in goud geschreven werd, maar die was populair in gans de westerse christenheid.
De kalender is versierd met medaillons geschilderd in kleur op een gouden achtergrond, die de symbolen van de dierenriem afbeelden. Deze medaillons zijn duidelijk van de hand van een andere miniaturist die gevormd was in de Franse romaanse traditie.
Twee data in de kalender, 1 oktober de overlijdensdatum van koningin Morfia de moeder van Melisende en 21 augustus, de overlijdensdatum van haar vader koning Boudewijn II, wijzen duidelijk op Melisende als bestemmelinge van het handschrift.

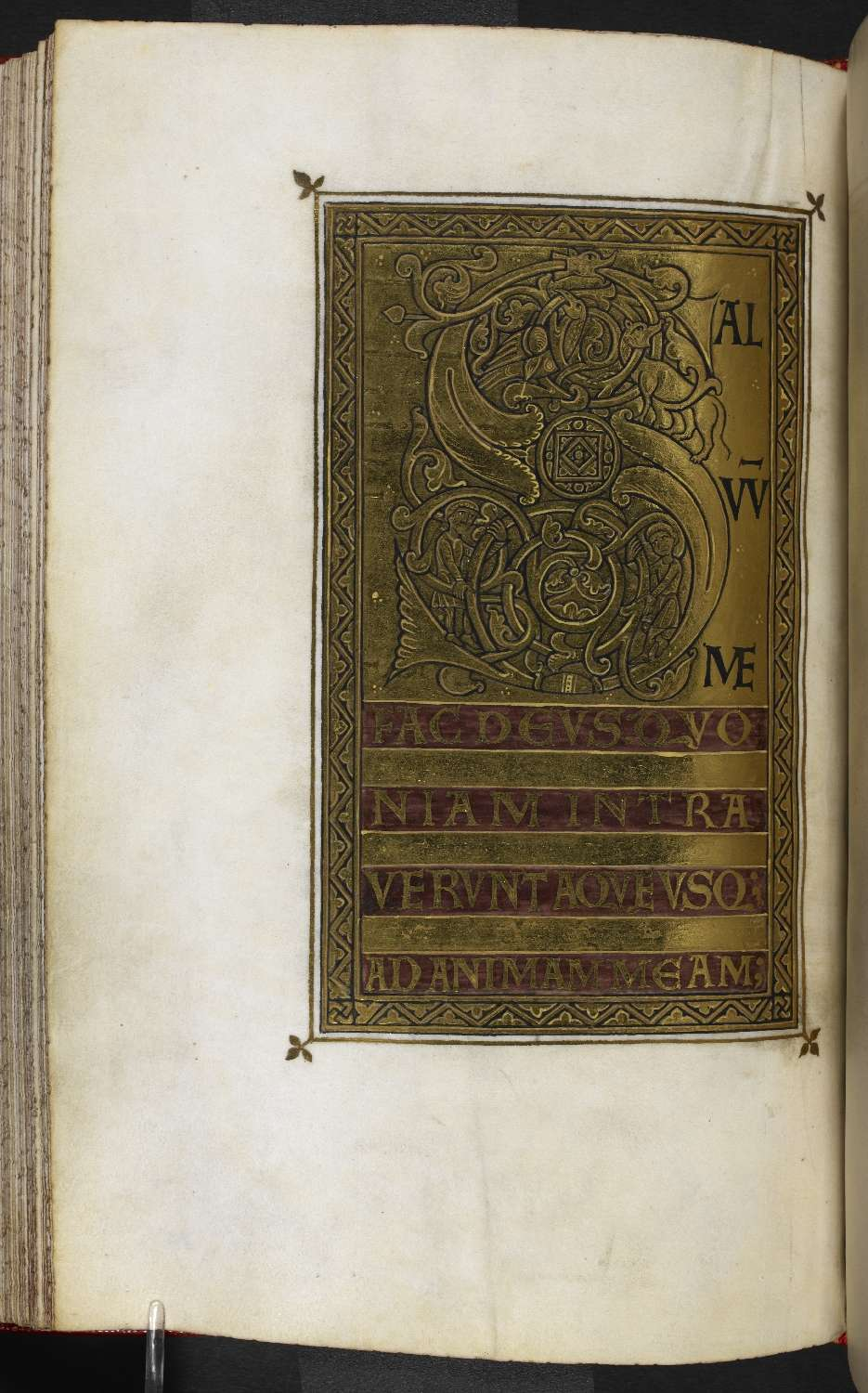
Melisende-Psalter f89v, tussenblad in de psalmen

### Psalmen
De psalmen worden ingeleid met een bladgrote versierde initiaal B, van psalm 1: Beatus vir (zie afbeelding bij het begin van het artikel). In het onderste deel zien we koning David die harp speelt. Verder vinden we 7 bladgrote miniaturen op een gouden achtergrond, met op de bovenste helft van het blad een grote  initiaal versierd met mensen, dieren, hybride wezens en maskers, getekend in zwarte inkt. De uitgewerkte initialen lijken wel reliëfwerk dat doet denken aan het metaalwerk van Edessa (nu Şanlıurfa, Turkije). In de onderste helft is de begintekst van de psalm geschreven in gouden letters op paarse banden in de gouden achtergrond. Deze miniaturen en de Beatus miniatuur zijn het werk van een derde kunstenaar. Ze illustreerden het begin van de psalmen 26, 38, 52, 68, 80, 97, en 109 (ff. 46v, 60v, 74v, 89v, 106v, 123r, 139v) en markeren de secties van het psalmboek.
De beginletters van de psalmen worden aangegeven met initialen van 4 lijnen hoog in het rood, binnenin versierd met penwerk. Vanaf f39v valt het penwerk weg. De versalen zijn hoofdletters van anderhalve lijn hoog die buiten het tekstblok worden geplaatst.

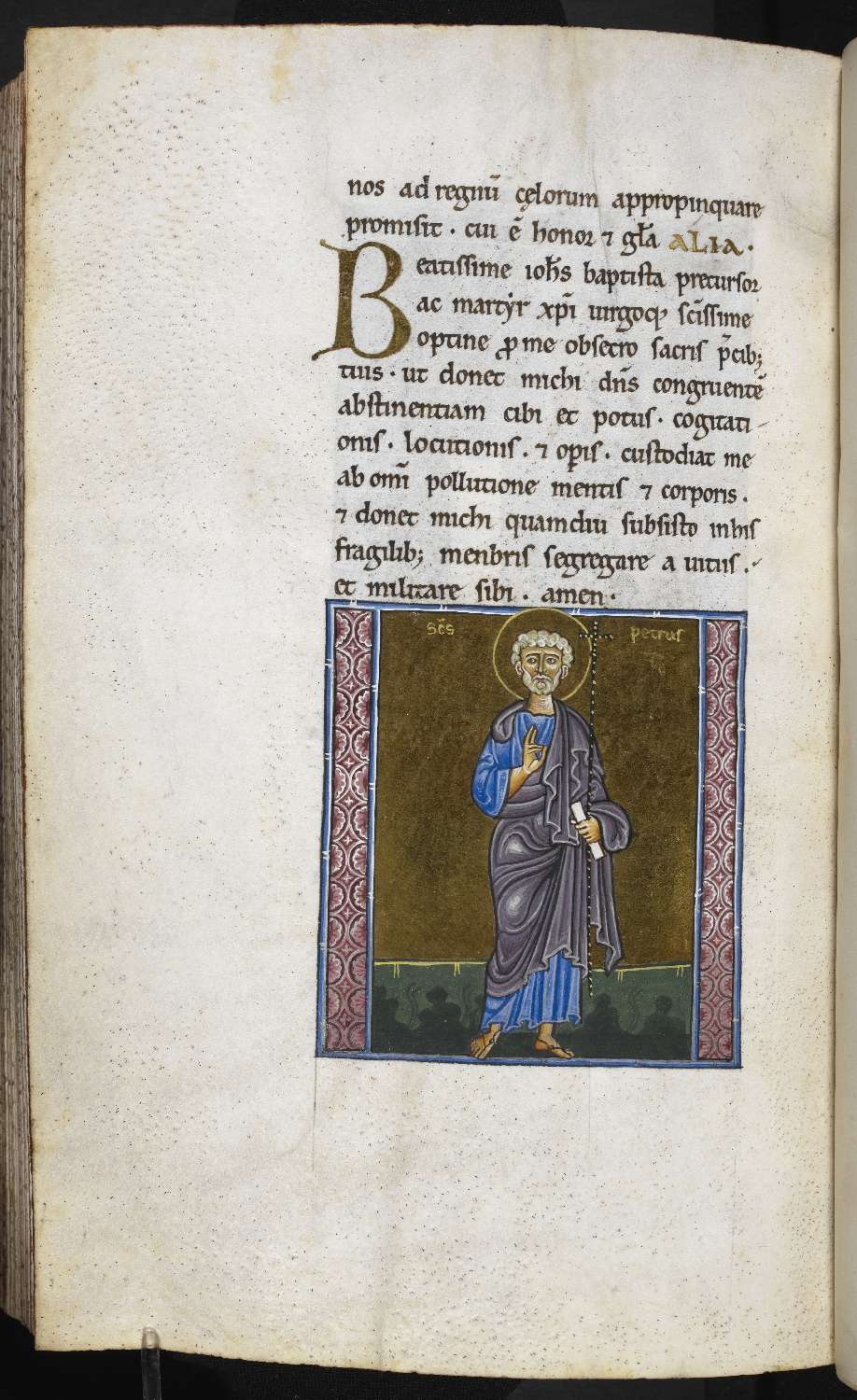
Melisende-Psalter f206v, de H. Petrus

### Gebeden
De Litanie van alle Heiligen bevat in tegenstelling tot de kalender vooral Franse heiligen.
Bij de gebeden (ff. 202v – 211r) zijn er nog negen halfbladminiaturen met afbeeldingen van de Maagd Maria met Kind (f. 202v), de aartsengel Michael (f. 205r), de H. Johannes de Doper (f. 206r), de H. Petrus (f. 206v), de H. Johannes 
(f. 207v), de H. Stefanus (f. 208r), de H. Nicolaas (f. 209r), de H. Maria Magdalena (f210r) en de H. Agnes (f. 211r).
Deze miniaturen waren het werk van een vierde miniaturist die duidelijk gevormd was in de romaanse stijl, maar toch pogingen deed om zijn heiligenbeelden een Byzantijns karakter te geven; De beelden tonen frontaal afgebeelde figuren met de houding zoals men ze kan vinden in Byzantijnse afbeeldingen.

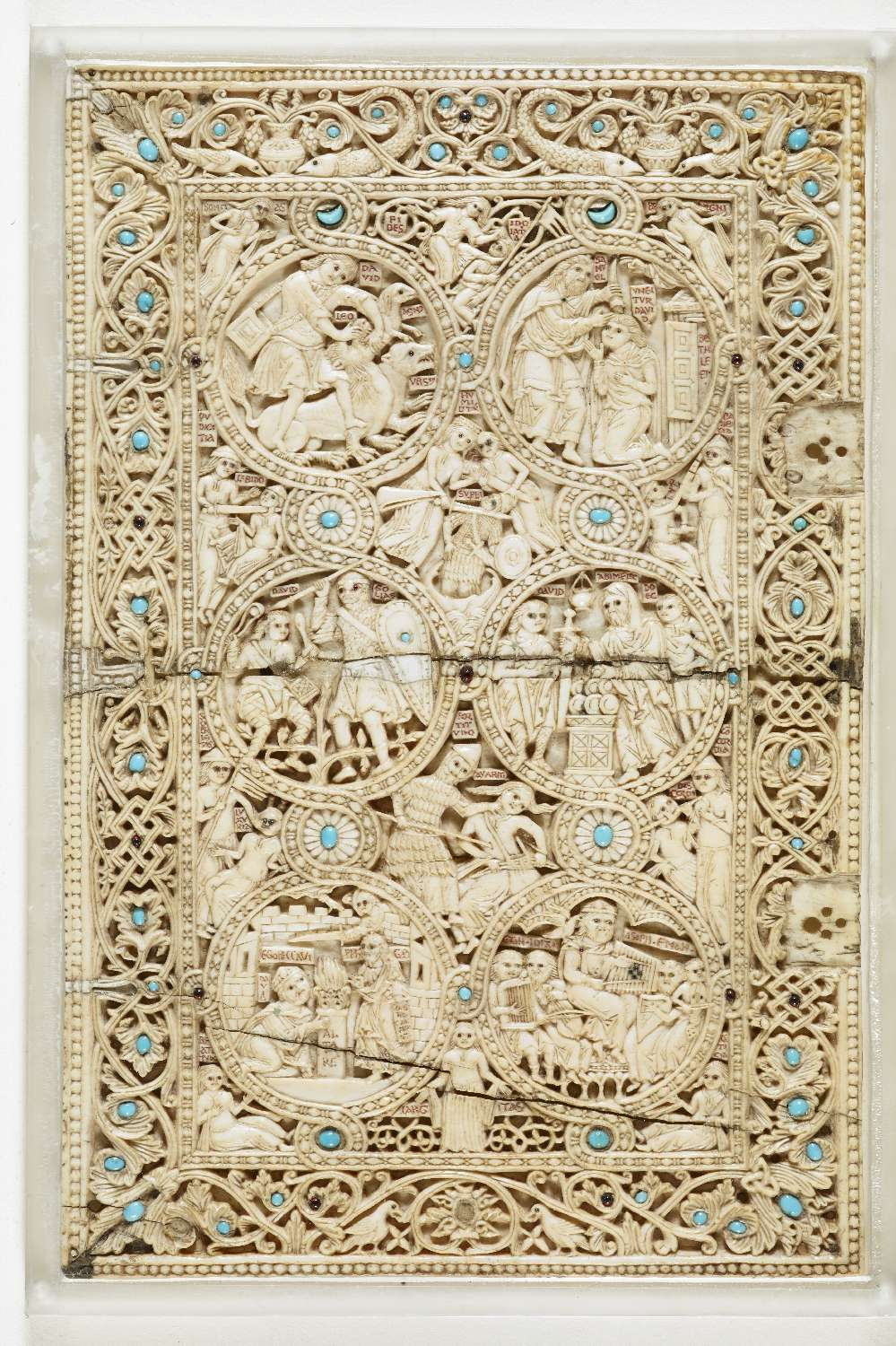
Melisende-Psalter ivoren voorplat

## Boekband
Ook de boekband was kostbaar en luxueus uitgevoerd. Hij bestond uit een ivoren voor- en achterplat en een met zilverdraad geborduurde zijden rug. Het ivoren voorplat is gegraveerd in een stijl die doet denken aan luxe textiel in de Levant van Byzantijnse of moslim origine. Het is versierd met edelsteentjes, turkoois en robijn.
In de zes medaillons op het voorplat wordt de geschiedenis van de Bijbelse koning David afgebeeld; Tussen de medaillons wordt de strijd tussen de deugden en ondeugden afgebeeld, gebaseerd op de Psychomachia van Prudentius. Op het achterplat zien we eveneens in zes medaillons een afbeelding van de werken van barmhartigheid naar het evangelie volgens Matteüs (25:35-36), uitgevoerd door een kruisvaarderkoning gekleed in Byzantijnse stijl. Ook het achterplat is met edelsteentjes versierd. Rondom de medaillons zien we decoratie met vogels en dieren. Een grote valk bovenaan stond waarschijnlijk symbool voor de koning. In de oude bestiaria werd de valk ‘fulica’ genoemd en in het Oudfrans ‘fouque’  wat een duidelijke verwijzing zou zijn naar koning Fulco (Foulques is de naam van Fulco in modern Frans).
De rug van het psalter is versierd met Byzantijnse zijde geborduurd met zilverdraad, en met Griekse kruisen in het rood, blauw en groen (die men ook terugvindt in de koninklijke wapens). De rug werd genaaid door een vakman die misschien een westerling was maar die in de Byzantijnse stijl getraind was.
Zo zien we dat de ganse boekband in het teken stond van de koningen van Jeruzalem. Op de voorzijde de oudtestamentische koning David, op de achterzijde de kruisvaarderkoning Fulco (?) en op de rug via de referentie naar het kruis, de spirituele koning van Jeruzalem, Jezus Christus.

## Weblinks
- Melisende Psalter: informatiefiche en illustraties online raadplegen op de website van de British Library
- Melisende Psalter: informatiefiche en online het volledige manuscript raadplegen op de website van de British Library

Albanus Psalter · Anglo-Catalaans psalter · Arundel psalter · Psalter van Blanche van Castilië · Cathach van Sint-Columba · Dagulf-psalter · Eadwine psalter · Fécamp psalter · Harley psalter · Hunter psalter · Ingeborgpsalter · Kopenhagen psalter · Leidse Psalter van Lodewijk de Heilige · Psalter van Jean de Berry · Psalter van Lodewijk de Duitser · Luttrell psalter · Macclesfield Psalter · Parijse Psalter van Lodewijk de Heilige · Melisende Psalter · Queen Mary Psalter · Tiberius Psalter · Utrechts Psalter · Wachtendonckse Psalmen